# Anja Boje
Anja Boje née le  3 juillet 1970 à Berlin est une peintre et llustratrice allemande.

## Parcours et œuvres
Après l'école, le baccalauréat et les études (examen, 1996), Anja Boje a d'abord travaillé à Hambourg, Berlin et Potsdam. En 2003, elle a ouvert une galerie pour enfants et adultes, la « Kinder-Galerie Oskar » – une galerie d'images pour les grands et les petits, qui exposait de nombreux dessins d'enfants. Une école de peinture privée y était rattachée – en priorité pour les enfants de foyers « culturellement défavorisés » pour leur donner le goût de l'art et de la culture.
En 2007, Anja Boje revint à Berlin et ouvrit son propre atelier à Berlin-Dahlem en tant qu'artiste indépendante dans lequel elle crée principalement des collages, des peintures et des dessins aux motifs de Berlin, sa ville natale.
« La palette de couleurs de la peintre Anja Boje est très bariolée. Le bleu, le rouge et le jaune sont les couleurs préférées de l'artiste pop'art. » Boje traite depuis 2012 davantage du thème de la Currywurst (saucisse au curry) qui orne beaucoup de ses œuvres tout comme les pièces de design qu'elle conçoit.
Anja Boje a illustré de nombreux livres pour enfants, entre autres pour les Ours Buddy. L'intention de Boje est aussi d'aider les autres par ses activités. Ainsi, elle conçoit entre autres des Ours Buddy uniques et fait don des bénéfices pour soutenir l'Unicef et d'autres organisations d'aide à l'enfance.